# Karlshamns församling
Karlshamns församling är en församling i Blekinge kontrakt, Lunds stift och Karlshamns kommun. 
Församlingskyrkor är Carl Gustafs kyrka, Kastellkyrkan, Hällaryds kyrka och Åryds kyrka.

## Administrativ historik
Församlingen bildades som en utbrytning 1664 ur Asarums socken samtidigt med att Karlshamns stad grundades.
Frisholmens kastellförsamling införlivades 1865. Karlshamns församling var ett eget pastorat mellan 1664 och 1701. Från 21 maj 1701 bildade den pastorat med Asarums församling , 1753 utökades pastoratet med den då bildade Frisholmens församling. Från 1865 till 2014 utgjorde Karlshamns församling ett eget pastorat. Från 2014 till 2021 ingick församlingen i Karlshamn-Trensums pastorat. Församlingen införlivade 2021 församlingarna som ingått i pastoratet, Hällaryds församling och Åryds församling, samtidigt som pastoratet blev ett enförsamlingspastorat

## Kyrkoherdar
| 1668–1686 | Hans Mattsson Abelin       | –1686     |                                 |
| 1687–1705 | Casparus Hammerus          | 1636–1705 |                                 |
| 1707–1711 | Olaus Orstadius            | –1711     | Riksdagsman.                    |
| 1712–1716 | Per Höllingh               | –1716     |                                 |
| 1717–1720 | Laurentius Malmeen         | –1720     |                                 |
| 1721–1733 | Henric Sederberg           | 1670–1733 | Kontraktsprost.                 |
| 1734–1767 | Erasmus Trägårdh           | 1694–1767 |                                 |
| 1768–1792 | Johan Christopher Stricker | 1726–1792 | Kontraktsprost.                 |
| 1793–1818 | Johan Carl Morell          | 1754–1818 | Kontraktsprost och riksdagsman. |
| 1820–1844 | Carl Ludwig Wåhlin         | 1787–     |                                 |
| 1846–1849 | Christopher Isac Heurlin   | 1786–1860 |                                 |
| 1849–     | Carl Magnus Westdahl       | 1798–     |                                 |

### Komministrar
| Ämbetstid | Namn                          | Levnadstid | Övrigt                                   |
| --------- | ----------------------------- | ---------- | ---------------------------------------- |
| 1682–1691 | Måns Christophersson Frostman | –1691      |                                          |
| 1691–1711 | Jöns Gullbärg                 | –1711      |                                          |
| 1711–1720 | Swen Runbohm                  |            | Senare präst i Stora Köpinge församling. |
| 1721–1731 | Thomas Ringh                  | –1731      |                                          |
|           | Hans Sorbonius                |            |                                          |
| 1732–1734 | Mårten Kraemer                | 1702–1734  |                                          |
| 1735–1745 | Carl Kröger                   |            | Senare präst i Vinslövs församling.      |
| 1745–1757 | Salomon Henschen              |            | Senare präst i Ronneby församling.       |
| 1757–1765 | Michael Heerman               |            | Senare präst i Gammalstorps församling.  |
| 1757–1767 | Nils Winge                    | –1767      |                                          |
| 1767–1781 | Anders Lanaerus               |            | Senare präst i Ingelstorps församling.   |
| 1782–1797 | Isak Björck                   |            | Senare präst i Simrishamns församling.   |
| 1797–1808 | Abraham Berglin               |            | Senare präst i Höörs församling.         |
| 1808–1827 | Swen Widing                   |            | Senare präst i Önnestads församling.     |
| 1828–1834 | Bengt Jakob Nelander          |            | Senare präst i Högestads församling.     |
| 1834–1841 | Jonas Gustaf Malmqvist        |            | Senare präst i Tvings församling.        |
| 1841–1848 | Per Erik Gustaf Gullander     |            | Senare präst i Sölvesborgs församling.   |
| 1848–     | Rudolph Schultz               | 1809–      |                                          |

## Organister och klockare
| Ämbetstid  | Namn                         | Levnadstid | Övrigt    |
| ---------- | ---------------------------- | ---------- | --------- |
| 1705–1718  | Bengt Bagge                  |            | Klockare  |
| 1710-1712  | Zacharias Holmberg           | -1717      | Organist  |
| 1713–1715  | Ivar Boije                   | –1715      | Organist. |
| 1718       | Zacharias Thursenius         |            | Organist  |
| 1721–1722  | Christian Lindeman           |            | Organist. |
| 1721       | Olof Björikbom               |            | Klockare. |
| 1729       | Martin Lagerlund             |            | Klockare. |
| 1719-1741  | Gottfried Lindemann          | -1741      | Organist. |
| 1742-1779  | Christian Wenster den äldre  | 1704-1779  |           |
| 1779-1792  | Per Öman                     | 1750-1792  | Organist  |
| 1792-1825  | Conrad Christian Widerberg   | -1825      | Organist  |
|            | Bengt Birckenmejer           | 1807-1845  |           |
| 1843-1873  | Carl Fredrik Ullman          | 1807-1873  |           |
| 1873-1894  | Wilhelm Theodor Söderberg    | 1845-1922  |           |
| 1924-1964  | Karl-Eskil Harald Jehrlander | 1893-1971  | [ 20 ]    |
| 1976- 1993 | Börje Tornborg               | 1928       |           |
| 1994-      | Mari Sundås                  | 1969       |           |